# Sergio Komornickie
Sergio Komornickie es un deportista argentino que compitió en judo. Ganó una medalla de bronce en los Juegos Panamericanos de 1979 y dos medallas de bronce en el Campeonato Panamericano de Judo en los años 1980 y 1982.

## Palmarés internacional
| Juegos Panamericanos    | Juegos Panamericanos          | Juegos Panamericanos | Juegos Panamericanos |
| Año                     | Lugar                         | Medalla              | Categoría            |
| ----------------------- | ----------------------------- | -------------------- | -------------------- |
| 1979                    | San Juan (Puerto Rico)        | Medalla de bronce    | –95 kg               |
| Campeonato Panamericano |                               |                      |                      |
| Año                     | Lugar                         | Medalla              | Categoría            |
| 1980                    | Isla de Margarita (Venezuela) | Medalla de bronce    | –95 kg               |
| 1982                    | Santiago de Chile (Chile)     | Medalla de bronce    | –95 kg               |